# Zapotal 2.ª Sección
Zapotal 2.ª Sección es una localidad del municipio de Reforma ubicado en el noroeste del estado mexicano de Chiapas.

## Geografía
La localidad de Zapotal 2.ª Sección se sitúa en las coordenadas geográficas 17°49′46″N 93°14′52″O / 17.829444, -93.247778, a una elevación de 41 metros sobre el nivel del mar.

## Demografía
Según el Conteo de Población y Vivienda 2020, efectuado por el Instituto Nacional de Estadística y Geografía, la localidad de Zapotal 2.ª Sección tiene 244 habitantes, de los cuales 121 son del sexo masculino y 123 del sexo femenino. Su tasa de fecundidad es de 2.33 hijos por mujer y tiene 62 viviendas particulares habitadas.
| Gráfica de evolución demográfica de Zapotal 2.ª Sección entre 1970 y 2020 |
|                                                                           |
| INEGI.                                                                    |